# Сан-Феделе
Церковь Сан-Феделе (итал. Chiesa di San Fedele) — иезуитская церковь, находится в центре Милана на одноимённой площади.
Строительство началось в 1569 году, а закончилось только в XIX веке. В церкви хранятся многие ценности, в том числе деревянные инкрустированные хоры из церкви Санта Мария ла Скала, разобранной в 1770-е годы для строительства одноимённого театра.